# Rix (personnage)
Pour les articles homonymes, voir Rix.
Rix est un personnage de fiction de la série de bande dessinée Franka créé en 1996 par l'auteur néerlandais Henk Kuijpers.

## Biographie
Bien que les médias le surnomment Risque One — "Risico één", en version originale — en raison de son profil de cambrioleur professionnel d'art le plus recherché au monde, personne ne connaît sa véritable identité à part son prénom Richard et son surnom Rix — ou Riks, aux Pays-Bas. D'abord il se fait appeler Mr. White au début des aventures de Franka, en partant de l'épisode Le Vaisseau d'or portugais (Het Portugese Goudschip, 1996).
Cheveux blond, Rix est un jeune playboy athlétique que suivait Franka au Portugal avant qu'elle en tombe amoureuse, malgré leur différend qui les séparait maintes fois.
Sous les yeux de Franka, son amour, en pleine nuit en Turquie, il se fait tuer par un camion, alors qu'il avait réussi à dérober la fameuse épée d'Iskander.

## Albums où ce personnage apparait

### Version originale
- 14 Het Portugese Goudschip, Big Balloon, 1996
Scénario et dessin : Henk Kuijpers - Couleurs : Hanneke Bons - (ISBN 978-90-5425-079-1)
- 15 De Ogen van de Roerganger, Big Balloon, 1997
Scénario et dessin : Henk Kuijpers - Couleurs : Hanneke Bons - (ISBN 978-90-5425-430-0)
- 16 Succes Verzekerd, Franka BV, 1999
Scénario et dessin : Henk Kuijpers - Couleurs : Hanneke Bons - (ISBN 978-90-76706-01-6)
- 17 Eigen risico, Franka BV, 2001
Scénario et dessin : Henk Kuijpers - Couleurs : Hanneke Bons - (ISBN 978-90-76706-08-5)
- 19 Het zwaard van Iskander, Franka BV, 2006
Scénario et dessin : Henk Kuijpers - (ISBN 978-90-76706-27-6)

### Version française
- 7 Le Vaisseau d'or portugais (Het Portugese Goudschip), BD Must, 2010
Scénario et dessin : Henk Kuijpers - (ISBN 978-2-87535-000-8)
- 8 Les Yeux du timonier (De Ogen van de Roerganger), BD Must, 2010
Scénario et dessin : Henk Kuijpers - (ISBN 978-2-87535-001-5)
- 9 Succès assuré (Succes Verzekerd), BD Must, 2010
Scénario et dessin : Henk Kuijpers - (ISBN 978-2-87535-002-2)
- 10 Risque propre (Eigen risico), BD Must, 2010
Scénario et dessin : Henk Kuijpers - (ISBN 978-2-87535-003-9)
- 13 L'Épée d'Iskander (Het zwaard van Iskander), BD Must, 2010
Scénario et dessin : Henk Kuijpers - (ISBN 978-2-87535-010-7)